# واقعه بیت دراس

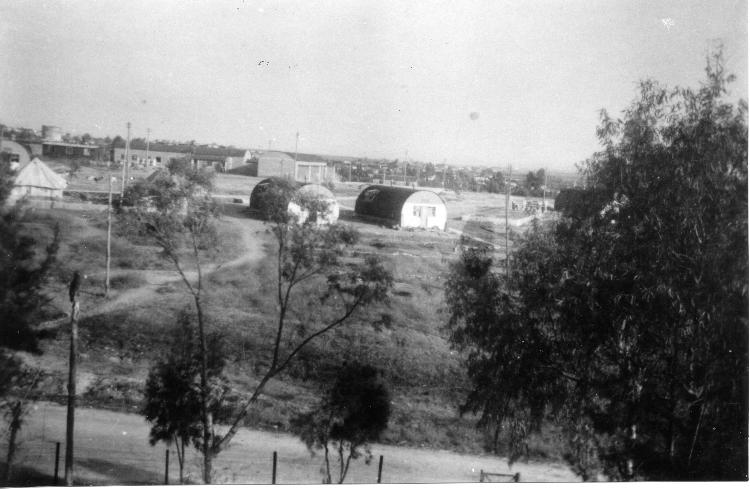
اردوگاه ارتش اسرائیل در بیت دراس، 1948

بیت دراس، در 32 کیلومتری شمال شرقی غزه، بر روی زمینی مرتفع، بین تپه ای بزرگ و رودخانه کوچکی قرار داشت . بیت دراس، روستایی باستانی که رومیان، صلیبی‌ها، ممالیک‌ها و عثمانی‌ها بر آن حکومت می‌کردند و حتی تلاش می‌کردند تا بیت دراس را تحت سلطه خود درآورند. با این حال شکست خوردند و در نهایت همه آنها رانده شدند. تا سال 1948 که بیت دراس، آن روستای سرسخت با 3000 نفر جمعیت، توسط ارتش اسرائیل از جمعیت خالی و بعدها ویران شد. در 21 می 1948، نیروهای رژیم صهیونیستی یکی از واحدهای هاگانا، گیواتی، پس از محاصره روستای بیت دراس در شمال شرق غزه، آن را از همه جهت مورد حمله قرار دادند. آنها روستا را بطور بی رویه و شدید گلوله باران کردند و زنان، کودکان و سالمندانی را که از درگیری فرار می کردند را کشتند. در نتیجه ی این قتل عام 265 نفر از جمله زنان، کودکان و سالخوردگان کشته شدند.

## کشتار
از 27 مارس 1948، روستای کوچک فلسطینی به نام بیت دراس مورد حمله نظامیان صهیونیست قرار گرفت. بدراسوی ها ( مبارزان فلسطینی بیت دراس ) با ابزار اندک - چند تفنگ قدیمی و چاقو- به مقابله پرداختند و حمله اول و دوم را دفع کردند. روستا بارها مورد حمله قرار گرفت ، خشم زیادی وجود داشت که یک روستای کوچک زیر بمباران شدید تسلیم نمی شد. . سه جنگ شجاعانه توسط بدرساوی ها به نام اهالی بیت دراس در دفاع از روستایشان انجام شد. در پایان، شبه‌نظامیان صهیونیست، هاگانا، با کمک تسلیحات و کمک‌های استراتژیک انگلیسی، مقاومت روستایی‌هایی که با تفنگ‌های قدیمی می‌جنگیدند، شکست دادند. آخرین نبرد در اواسط ماه مه رخ داد.طبق شهادت دو نفر از بازمانده ها :  «به زنان و کودکان گفته شد که آنجا را ترک کنند، زیرا خبر کشتار دیر یاسین در حال انتشار بود و همراه با آن ترس زیادی وجود داشت. به ما گفته شد که یهودیان نه تنها مردم را قتل عام می کنند، بلکه به زنان نیز تجاوز می کنند. زنان باید روستا را تخلیه میکردند، اما مردان نمی رفتند. مردان مانند شیر جنگیدند و بسیاری نیز کشته شدند، شهر زیر بمباران بود. از هر طرف احاطه شده بود ، از سمت اسدود، الصوافر و همه جا. جنگجویان بیت دراس به دنبال راهی برای خروج بودند آنها جاده را بررسی کردند تا ببینند آیا باز است ؟ به جلو حرکت کردند و چند تیر شلیک کردند تا ببینند آیا کسی به آتش پاسخ می دهد یا خیر. پاسخی دریافت نکردند (نیروهای صهیونیستی) مخفی شده بودند و منتظر مردم بودند. قرار بر این شد که زنان و کودکان روستا را تخلیه کنند. «مبارزان بیت دراس گفتند: «راه اسدود باز است، روستا را تخلیه کنید.» یهودیان به مردم اجازه دادند بیرون بروند و بعد شروع به تیراندازی کردند مردم شروع به دویدن کردند افرادی که به جاده اصلی رفتند یا کشته شدند یا مجروح .گلوله ها مانند شن بر سر مردم می بارید. بمب ها از یک طرف و مسلسل ها از طرف دیگر. تعداد زیادی از مردم جان باختند و مجروح شدند.بنی موریس بیان می کند که این روستا در مراحل اولیه عملیات باراک در 10 می توسط تیپ گیواتی اشغال شد. هدف از این عملیات بر اساس پلان دالت، پاکسازی مرز جنوبی کشور یهودی تعیین شده قبل از 15 مه بود. به گفته موریس، روستاییان در جریان حمله فرار کردند و خانه های آنها منفجر شد  و در سال 1950 سه شهرک اسرائیلی در اراضی روستایی ایجاد شد، " ازرریکام "  " امونیم " و " گیواتی" . چند سال بعد مزرعه زموروت نیز در زمین های روستا ایجاد شد. آنچه در بیت دراس رخ داد نسل کشی برای حفظ حیات اسرائیل بود.